# Falcon Air

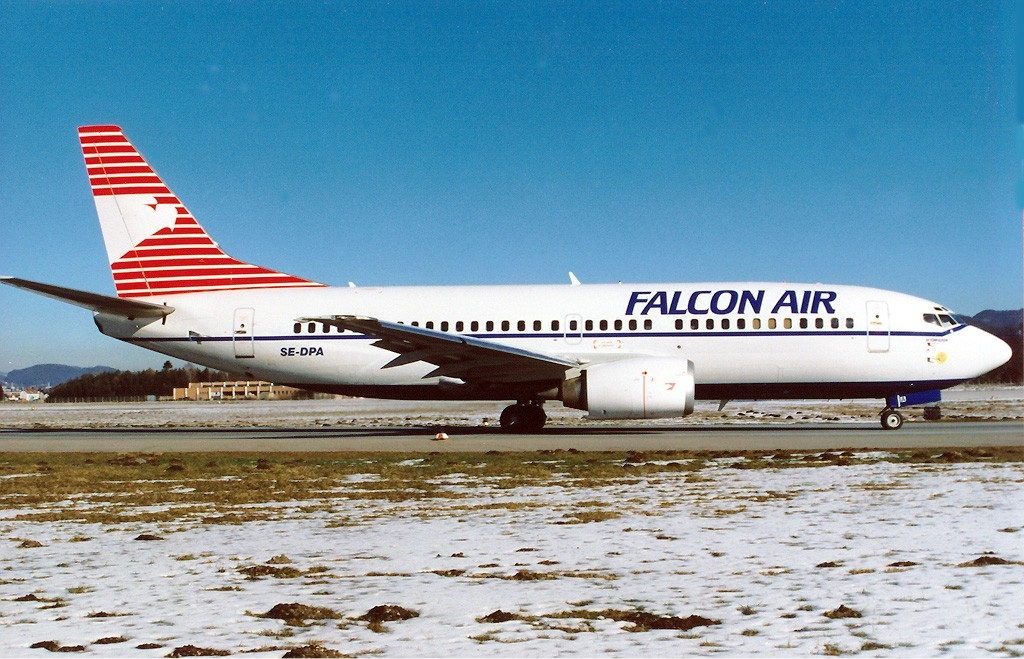
Falcon Air

Falcon Air was een vrachtluchtvaartmaatschappij met als thuishaven Malmö, Zweden. Zij leverde posttransportdiensten 's nachts en vloog overdag op contract voor FlyMe. Falcon Air was gestationeerd op Malmö Airport (MMX).
De luchtvaartmaatschappij begon als een luchttaxi in de jaren 60 en breidde uit met vrachttransport in oktober 1986. In twee fasen (1987 en 1988) kwam het in bezit van Postbolagen. Falcon Air zorgde voor nacht- en dagtransport van post van en naar Malmö, Luleå, Stockholm, Sundsvall en Umeå) (gegevens januari 2005). Falcon Air ging in 2006 failliet.

## Code informatie
- IATA code: IH
- ICAO code: FCN
- Roepletter: Falcon

## Vloot
De luchtvloot van Falcon Air bestond uit de volgende vliegtuigen (in mei 2005):
- 2 Boeing 737-300QC
- 1 ATR 42-300F